# اتفاق 21 يناير 2015
اتفاق 21 يناير 2015 هو اتفاق عقده الرئيس اليمني عبد ربه منصور هادي ومستشاريه و«لجنة مأرب» لحل ما آلت إليه معركة دار الرئاسة بصنعاء (2015)، واستجابة لمطالب عبد الملك الحوثي المتمثله في:
1. سرعة تصحيح وضع الهيئة الوطنية لمراقبة مخرجات الحوار قبل أن تمارس أي مهمة.
2. سرعة تهذيب مسودة الدستور وحذف كل المخالفات.
3. تنفيذ الشراكة الوطنية التي التزم بها الجميع.
4. الدخول الفوري في معالجة الخطر الأمني الذي تعانيه البلاد ومعالجة الاوضاع في محافظة مأرب.

## نص الاتفاق
توصل اجتماع عقده الرئيس هادي مع مستشاريه ولجنة مأرب على مدى يومين للاتفاق على مايلي:-
| اتفاق 21 يناير 2015 | 1. الدستور :مسودة قابلة للتعديل والحذف والتهذيب والإضافة من قبل الهيئة الوطنية للرقابة على تنفيذ مخرجات الحوار الوطني ، وحذف وإضافة أي نصوص في المسودة لم تتضمنها وثيقة مخرجات الحوار الوطني. 2. مسودة الدستور خاضعة للتوافق بين كافة المكونات وفي حالة عدم التوافق يرفع الأمر للأخ رئيس الجمهورية وهيئة رئاسة الهيئة الوطنية للرقابة على تنفيذ مخرجات الحوار ، بعد تصحيح وإقرار اللائحة الداخلية للهيئة الوطنية وفقاً لإتفاق السلم والشراكة. 3. يتم التأكيد في مسودة الدستور على أن اليمن دولة اتحادية طبقاً لمخرجات الحوار الوطني . 4. توسيع العضوية في مجلس الشورى اليمني[ ؟ ] خلال مدة اقصاها اسبوع واحد وفقاً لمخرجات الحوار. 5. لأنصار الله والحراك الجنوبي السلمي وبقية المكونات السياسية المحرومة من الشراكة في مؤسسات الدولة حق التعيين في كل مؤسسات الدولة بتمثيل عادل وفقاً لما تضمنته وثيقة الحوار الوطني وإتفاق السلم والشراكة وتبدأ عملية اتخاذ إجراءات التعيين طبقاً لما ورد أعلاه بصورة فورية . 6. فيما يتعلق بمحافظة مأرب على اللجنة الوزارية تقديم تقريرها للرئيس وإصدار قرارات وفقاً لاتفاق السلم والشراكة والملحق الأمني خلال اسبوع . 7. على ممثلي المكونات السياسية الموقعة على اتفاق السلم والشراكة وضع آلية تنفيذية لتطبيق الشراكة في مؤسسات الدولة ويرفع للأخ الرئيس للتنفيذ خلال اسبوعين . 8. وقد التزم الأخوة انصار الله بالآتي :- 1. الإطلاق الفوري للأخ الدكتور/ أحمد عوض بن مبارك . 2. سحب اللجان الشعبية من الأماكن الآتية:- 1. سحب كافة المواقع المطلة على منزل رئيس الجمهورية . 2. الانسحاب من دار الرئاسة والقصر الجمهوري الذي يسكن فيه رئيس الوزراء. 3. معسكر الصواريخ. 4. الانسحاب من كافة النقاط المستحدثة من قبل انصار الله يوم 19/ 1 / 2015م. 9. تطبيع الأوضاع في العاصمة على النحو الآتي :- 1. عودة الحكومة وكافة مؤسسات الدولة إلى ممارسة عملها بصورة سريعة . 2. دعوة كافة موظفي الدولة والقطاع العام والمختلط إلى العودة إلى اعمالهم وكذا فتح المدارس والجامعات . 3. تقوم اللجنة الأمنية بالتنسيق مع الأخوة اللجان التابعة لأنصار الله تنفيذ ذلك. والله ولي التوفيق ؛؛؛ | اتفاق 21 يناير 2015 |